# FC Hechingen
Maillots
Dernière mise à jour : 12 avril 2011.
Le FC Hechingen est un club allemand de football localisé à Hechingen, une ville située à une soixantaine de kilomètres au Sud de Stuttgart dans la Bade-Wurtemberg.

## Histoire (football)
Le FC Hechingen fut fondé en septembre 1907.
En 1962, le FC Hechingen remporta la Amateurliga Schwarzwald-Bodensen mais renonça à participer au tour final pour la montée en 2. Oberliga Süd. Il y fut remplacé par le SC Schwenningen.
En 2010-2011, le FC Hechingen évolue en Bezirksliga Württemberg, Zollern, soit le 8e niveau de la hiérarchie de la DFB. 

## Palmarès
- Champion de la Kreis Zollern: 1934
- Champion de la A-Klasse Zollern: 1954
- Champion de la 2. Amateurliga: 1961
- Champion de la 1. Amateurliga Schwarzwald-Bodensee: 1962.
- Champion de la Bezirksliga Zollern: 1982, 1986, 1990, 1992.
- Champion de la Kreisliga B: 2006.
- Champion de la Kreisliga Aeo: 2010.